# Enteroskopia dwubalonowa

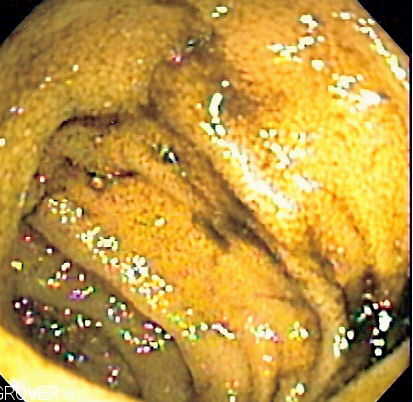
Prawidłowa śluzówka jelita cienkiego w enteroskopii dwubalonowej

Enteroskopia dwubalonowa (enteroskopia "push and pull", ang. double-balloon enteroscopy, push-and-pull enteroscopy) – technika endoskopowa znajdująca zastosowanie przede wszystkim w badaniu jelita cienkiego. Została wprowadzona przez Hironori Yamamoto w 2001 roku. Jest pierwszą diagnostyczną techniką stosowaną w gastroenterologii, która umożliwia uzyskanie obrazu całego przewodu pokarmowego w czasie rzeczywistym.

## Technika

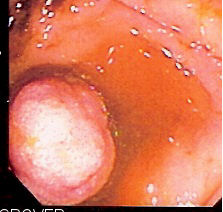
Obraz małego polipa w jelicie cienkim w enteroskopii dwubalonowej

W tradycyjnej enteroskopii wprowadzenie aparatu do jelita cienkiego i dokładne obejrzenie wnętrza jelita cienkiego jest utrudnione lub uniemożliwione przez tworzące się pętle tego odcinka przewodu pokarmowego. Technika enteroskopii dwubalonowej polega na wprowadzeniu enteroskopu zakończonego balonem, i specjalnej tuby (overtube) wprowadzanej razem z enteroskopem w środku i później wycofywanej, również wyposażonej w balon. Procedura wykonywana jest zazwyczaj w znieczuleniu ogólnym, chociaż niekiedy wystarcza sedacja. Enteroskop jest wprowadzany w tubie przez jamę ustną i dalej, do jelita cienkiego, jak przy gastroskopii. Następnie balon na końcu tuby jest wypełniany gazem, co stabilizuje aparat w dwunastnicy. Endoskop jest wprowadzany w kierunku dystalnym jelita na największą możliwą odległość, i wtedy napełniany jest balon na jego końcu. Balon na końcu tuby jest wtedy opróżniany a tuba zsuwana na koniec aparatu, i wtedy balon na jej końcu jest ponownie wypełniany. Cykl wprowadzenie endoskopu-przesunięcie tuby-cofnięcie endoskopu razem z tubą jest powtarzany dopóty, dopóki całe jelito cienkie nie zostanie obejrzane. 
Enteroskopa dwubalonowa może też być wykonana od strony zastawki krętniczo-kątniczej (retrograde fashion).

## Wskazania
- krwawienie z przewodu pokarmowego o nieustalonej przyczynie[5]
- niedokrwistość z niedoboru żelaza przy prawidłowym wyniku kolonoskopii i gastroskopii[6]
- diagnostyka i (lub) zabiegi terapeutyczne w chorobie Leśniowskiego-Crohna z zajęciem jelita cienkiego
- diagnostyka i (lub) zabiegi diagnostyczne w zespołach polipowatości[7]
- weryfikacja nieprawidłowości rozpoznanych w endoskopii kapsułkowej lub badaniu radiologicznym
- ECPW u pacjentów z zespoleniem omijającym[8]

## Wady i zalety
Enteroskopia dwubalonowa daje wiele korzyści względem innych technik obrazowania jelita cienkiego, w tym zdjęcia z barytem, endoskopii kapsułkowej i tzw. push enteroscopy: 
- umożliwia wizualizację całego jelita cienkiego (aż do jelita terminalnego)[1]
- umożliwia zastosowanie środków leczniczych[9]
- umożliwia pobranie próbek lub wykonanie biopsji śluzówki jelita cienkiego, resekcję polipów jelita cienkiego[10] oraz umieszczanie stentów lub rozszerzenie zwężeń jelita cienkiego[11].
- umożliwia dostęp do brodawki Vatera u pacjentów z długimi aferentnymi kikutami po antrektomii metodą Billroth II.

Zasadniczą wadą enteroskopii dwubalonowej jest czas potrzebny na wizualizację jelita cienkiego; może przekroczyć trzy godziny i może wymagać przyjęcia pacjentów do szpitala. Istnieją również doniesienia o przypadkach ostrych zapaleń trzustki i martwicy jelit związanej z tą techniką.